# Pion
Pentru alte utilizări ale cuvântului, a se vedea Pion (dezambiguizare).

În fizica particulelor elementare, mezonul pi, numit pe scurt pion și notat cu simbolul π, este o particulă subatomică, un mezonul cu masa cea mai mică. Există trei mezoni pi, alcătuind tripletul de sarcină π0, π+ , π–. Mezonii pi au un rol important în interacțiile tari la energii joase (forțe nucleare).
Pionii sunt instabili. Pionii cu sarcină electrică ±1 au o viață medie de ordinul a 2,6 10–8 s și tind să se dezintegreze în muoni și neutrini muonici. Pionul neutru are o viață medie și mai scurtă și tinde să se dezintegreze în raze gamma.
Mezonii pi nu sunt produși în dezintegrări radioactive naturale. Ei sunt generați frecvent în ciocnirile dintre hadroni în acceleratoarele de mare energie, ca și în interacțiile dintre protonii din radiația cosmică și atmosfera terestră.